# Tungufell (bergstopp)
Tungufell är en bergstopp i republiken Island. Den ligger i regionen Austurland, 400 km öster om huvudstaden Reykjavík. Toppen på Tungufell är 1 009 meter över havet.
Trakten runt Tungufell är nära nog obefolkad, med mindre än två invånare per kvadratkilometer. Närmaste större samhälle är Reyðarfjörður, omkring 15 kilometer nordost om Tungufell. Trakten runt Tungufell består i huvudsak av gräsmarker.